# Julie Foudy

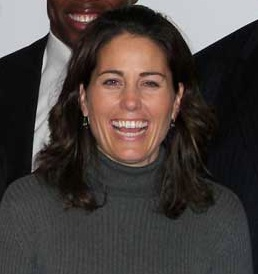
Julie Foudy (2008)

Julie Maurine Foudy (* 23. Januar 1971 in San Diego, Kalifornien) ist eine ehemalige US-amerikanische Fußballspielerin.

## Karriere
Foudy gehört zusammen mit Mia Hamm, Joy Fawcett, Brandi Chastain und Kristine Lilly zu den fünf US-amerikanischen Spielerinnen, die von der Weltmeisterschaft 1991 bis zu den Olympischen Spielen 2004 an den großen Erfolgen der US-Nationalmannschaft teilhatten (jeweils zwei Olympiasiege und zwei Weltmeisterschaftstitel). Sie war von 2000 bis zum Ende ihrer Laufbahn 2004 Mannschaftsführerin der Nationalmannschaft. Sie brachte es auf 274 Länderspiele und belegt damit den vierten Platz in der Rangliste aller Spielerinnen. Dabei wurde die Zahl erst im August 2016 auf 274 Spiele gestellt, nachdem der US-Verband bei der Überprüfung seiner Statistik auf zwei im Januar 1995 durchgeführte Länderspiele gestoßen war, die bis dahin nicht berücksichtigt wurden In einigen noch nicht aktualisierten Statistiken wird sie daher noch mit 272 Länderspielen geführt. Mit 45 Toren liegt die Mittelfeldspielerin auf dem 13. Platz der US-Rangliste.
Foudy, die in ihrer Laufbahn sowohl im offensiven als auch im defensiven Mittelfeld spielte, bestritt ihr erstes Länderspiel beim 1:0-Sieg am 29. Juli 1988 gegen Frankreich. 1991 wurde sie mit der Nationalmannschaft Weltmeister. Sie spielte während ihrer Collegezeit von 1989 bis 1993 für die Stanford University. 1994 spielte sie ein Jahr in Schweden bei Tyresö FF. 1996 gewann sie mit der US-Nationalmannschaft bei den Olympischen Spielen in Atlanta die Goldmedaille. Im Februar 1999 spielte sie aus Anlass der Auslosung der Gruppen der WM 1999 mit der Nationalmannschaft gegen eine FIFA-Weltauswahl. Das Spiel wird aber nicht als offizielles Länderspiel gezählt. Bei der WM wurde sie erneut mit der Nationalmannschaft Weltmeister. 2001 gehörte sie zu den Gründerinnen und Mitbesitzerinnen der WUSA. Bei den Olympischen Spielen in Athen 2004 musste sie im Halbfinale nach einem Foul von Isabell Bachor am Knöchel verletzt ausscheiden, stand aber dennoch das Finale gegen Brasilien durch und gewann mit ihrem Team die zweite olympische Goldmedaille.
Bei der Fan Celebration Tour, einer Serie mit zehn Freundschaftsspielen, beendete sie zusammen mit Mia Hamm, Brandi Chastain
und Cindy Parlow sowie Nationaltrainerin und April Heinrichs am 8. Dezember 2004 gegen Mexiko ihre Karriere.

## Außersportliches Engagement
Foudy zeigt außerordentliches gesellschaftliches Engagement. 1998 bekam sie den FIFA Fair-Play Preis für ihren Einsatz gegen Kinderarbeit. Von 2000 bis 2002 leitete sie die von Billie Jean King gegründete Women's Sports Foundation. 2004 unterstützte sie John Kerry bei dessen Präsidentschaftskampagne.

## Erfolge mit der Nationalmannschaft
- Goldmedaille bei den Olympischen Spielen in Atlanta 1996
- Silbermedaille bei den Olympischen Spielen in Sydney 2000
- Goldmedaille bei den Olympischen Spielen in Athen 2004

- Weltmeister bei der Weltmeisterschaft in China 1991
- 3. Platz bei der Weltmeisterschaft in Schweden 1995
- Weltmeister bei der Weltmeisterschaft in den USA 1999
- 3. Platz bei der Weltmeisterschaft in den USA 2003

## Auszeichnungen
- 2013: Wahl in das All-Time Women's National Team Best XI[4]